# Nicolas Le Floch (série télévisée)
Pour les articles homonymes, voir Nicolas Le Floch et Floc'h.
Nicolas Le Floch est une série télévisée française en 12 épisodes de 90 minutes adaptée pour la télévision de plusieurs romans policiers de Jean-François Parot, diffusée à partir du 28 octobre 2008 sur France 2. La série prend fin en 2015, avec l'arrêt des commandes d'épisodes par France 2, quoique les deux derniers épisodes, Le Cadavre anglais et Le Noyé du Grand canal, n'aient été diffusés respectivement que le 18 décembre 2017 et le 2 novembre 2018, soit dix ans après la programmation du premier.
Le tournage de la série a eu lieu entre autres au Mans, à Senlis et au Château de Versailles.
La série est diffusée en Russie, au Japon, aux États-Unis, en Amérique latine, en Europe et en Afrique.

## Distribution principale
- Jérôme Robart : Nicolas Le Floch, marquis de Ranreuil, commissaire de police au Châtelet (saisons 1 à 6)
- Mathias Mlekuz : l'inspecteur Pierre Bourdeau (saisons 1 à 6)
- Norah Lehembre : Aimée d'Arranet (saisons 5 et 6)
- Vimala Pons (saisons 1 et 2) puis Camille de Pazzis (saison 3) : la duchesse Marie de Langremont / La Satin / La Bichelière
- François Caron : Antoine de Sartine, lieutenant général de police de Paris (saisons 1 à 4) puis secrétaire d’État à la Marine (saisons 5 et 6)
- Thomas Chabrol : Jean-Charles-Pierre Lenoir, lieutenant général de police de Paris (saisons 5 et 6)
- Vincent Winterhalter : le docteur Guillaume Semacgus (ou Scemacgus), ancien chirurgien de marine (saisons 1 à 6 sauf épisodes 8 & 9)
- Michaël Abiteboul : Charles-Henri Sanson, bourreau et médecin légiste au Châtelet (saisons 1 à 6)
- Jean-Marie Winling : Aimé de Noblecourt, ancien procureur du roi, chez qui loge Nicolas Le Floch (saisons 1 à 5)
- Marie Verdi : Catherine, cuisinière de M. de Noblecourt (saisons 1 à 5)
- Monique Mauclair : la Mère Morel (saisons 1 à 5)
- Sava Lolov : le comte de La Borde, premier valet de la chambre du roi (saisons 1 à 6)
- Claire Nebout : La Paulet, tenancière de la maison galante Le Dauphin Couronné (saisons 1 à 6)
- Yves Lambrecht : le comte d'Arranet, père d'Aimée (saisons 5 à 6)
- Jules Sadoughi : l'enfant de Paris (saisons 1 à 3)
- Pierre Remund : le roi Louis XV (saisons 1 à 5)
- Louis Barraud : le roi Louis XVI (saisons 5 et 6)
- Pierre Banderet (saison 1, épisode 1) puis Jacques Frantz (saison 5, épisode 1) : Louis Phélypeaux de Saint-Florentin, secrétaire d'État à la Maison du Roi
- Paul Minthe : le comte Étienne-François de Choiseul, principal ministre d'État de Louis XV (saisons 3, épisode 1 et saison 5, épisode 1)
- Tom Novembre : le Comte de Saint-Germain (saisons 3, épisodes 1 et saison 4, épisode 2)
- Nathalie Roussel : la reine Marie Leszczynska (saisons 3, épisode 1 et saison 4)

## Saison 1 (2008)

### Épisode 1:L’Homme au ventre de plomb
- Réalisation : Edwin Baily
- Scénario, adaptation, dialogues : Hugues Pagan d'après le roman éponyme de Jean-François Parot : L'Homme au ventre de plomb
- Musique : Stéphane Moucha

- Producteur : Jean Labib
- Directrice Littéraire : Ariane Gardel
- Producteur Exécutif : Marc Eloy
- Directeur de la photographie : Laurent Machuel

- Société de Production : Compagnie des phares et balises, France Télévisions, TV5 Monde
- Tournage : L'épisode a été tourné au château de Chantilly (Oise), à l'hôtel de Lauzun (Paris), au château de Blandy-les-Tours (Seine-et-Marne) et Dourdan (Essonne)
- Durée : 1 h 44
- Première diffusion : 28 octobre 2008 (4,9 millions de téléspectateurs)[7]
- Synopsis : Fin 1761, Nicolas Le Floch, jeune commissaire de police au Châtelet sous les ordres de M. de Sartine, est chargé de la sécurité de la fille du roi, Madame Adélaïde, venue assister à un opéra. Durant la représentation, le comte et la comtesse de Ruissec, qui accompagnaient la princesse, sont informés du suicide de leur fils. Nicolas, qui ne croit pas au suicide, est chargé par M. de Sartine d'élucider le meurtre du jeune comte de Ruissec. Au cours de son enquête, Nicolas découvre que le meurtre est lié à un complot contre le roi Louis XV et contre la favorite en titre, Madame de Pompadour.

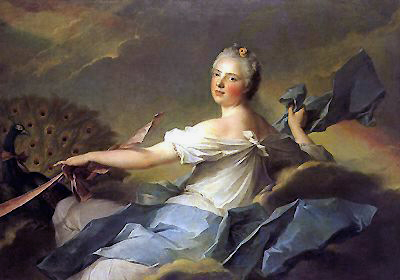
Madame Adélaïde
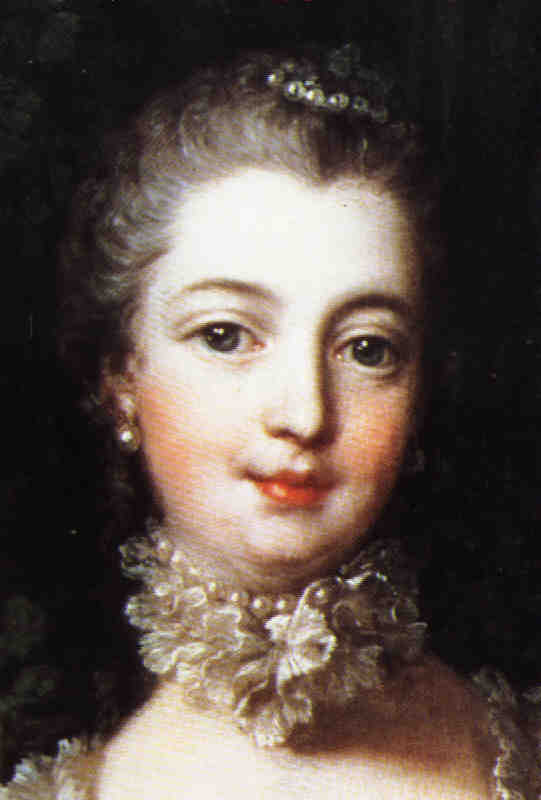
Madame de Pompadour

- Distribution :

- Jean-Yves Gautier : Comte de Ruissec
- Jules Sadoughi : l'enfant
- Alexis Michalik : Lambert/Yves de Langremont
- Aurore Auteuil : Madame Adélaïde
- Pierre Banderet : M. De Saint-Florentin
- Jean-Marc Bihour : Truche de la Chaux
- Carole Franck : Madame de Pompadour
- Renaud Cestre : Vidame Gilles de Ruissec
- Claire Johnston-Cauldwell : Comtesse de Ruissec
- Jacques Le Carpentier : Rabouine
- René Morard : Picard
- Pierre Deladonchamps : Jean de Langremont
- Daniel Isoppo : le Magistrat
- Michèle Parent : la Maritorne rue de Richelieu
- Jacques Collard : le Vieil Huissier
- Pierre Prunel : le jeune homme dauphin couronne
- Chloé Renaud : la jeune fille dauphin couronne
- Guillaume Lanson : le geolier Bastille
- Bernard Maltere : Baron Van Ryck
- Coralie Cruard-Pradet : la Chanteuse

### Épisode 2:L’Énigme des Blancs-Manteaux
- Réalisation : Edwin Baily

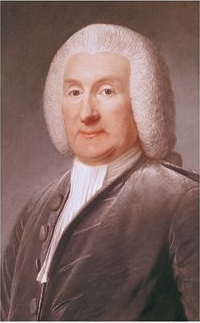
Antoine de Sartine

- Scénario, adaptation, dialogues : Hugues Pagan d'après le roman éponyme de Jean-François Parot : L'Énigme des Blancs-Manteaux
- Musique : Stéphane Moucha

- Producteur : Jean Labib
- Directrice Littéraire : Ariane Gardel
- Producteur Exécutif : Marc Eloy
- Directeur de la photographie : Laurent Machuel

- Société de Production : Compagnie des Phares et Balises, France Télévisions, TV5 Monde
- Tournage : L'épisode a été tourné au château de Chantilly (Oise), à l'hôtel de Lauzun (Paris), à Blandy-les-Tours et au château de Blandy-les-Tours (Seine-et-Marne) et à Dourdan (Essonne)
- Durée : 1 h 48
- Première diffusion : 4 novembre 2008 (4,8 millions de téléspectateurs)[8]
- Synopsis : Le commissaire Lardin a disparu ! Nicolas Le Floch est chargé par M. de Sartine d'enquêter sur cette prétendue disparition. Pour cette nouvelle enquête, Nicolas va devoir déjouer tous les pièges qu'on lui tend. Secondé par son fidèle adjoint, l'inspecteur Bourdeau, Nicolas dénouera les fils d'une enquête qui touche de près le roi.
- Distribution :

- Lysiane Meis : Louise Lardin
- Robert Plagnol : Mauval
- Audrey Frison : Marie Lardin
- Jules Sadoughi : l'enfant
- Jean-Pierre Gos : Bricart
- Erik Landrein : Rapace
- Jacques Collard : le Vieil Huissier
- Patrick Robine : Dr Descare
- Vincent Nemeth : Commissaire Guillaume Lardin
- Mireille Franchino : la Vieille Émilie
- Max Morel : Tirepot
- Carine Jiya : la négrillonne dauphin couronne
- Gérard Chaillou : le Notaire
- Antoine Reyes : l'exempt
- Arnaud Xainte : l'inconnu bureau Sartine

## Saison 2 (2009)

### Épisode 3:Le Fantôme de la rue Royale

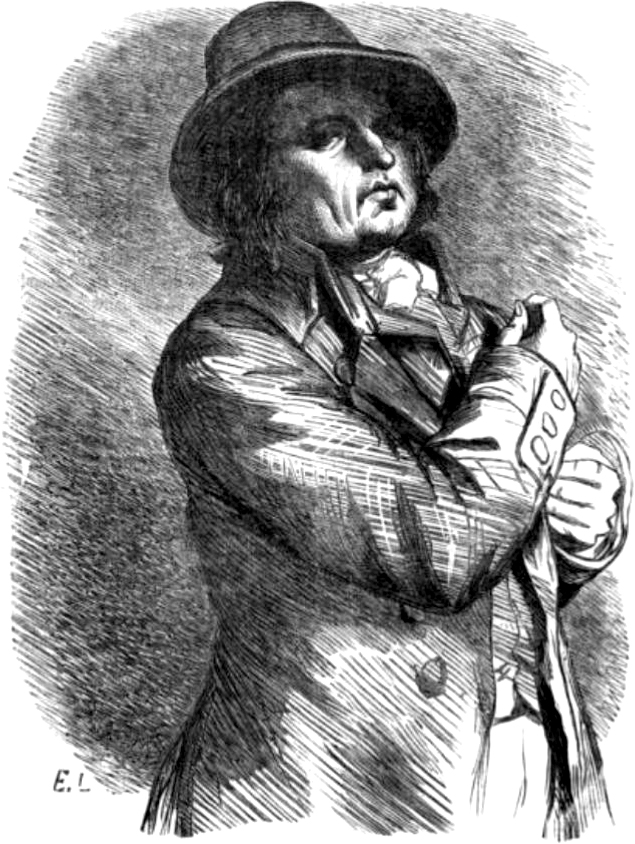
Charles-Henri Sanson

- Réalisation : Nicolas Picard-Dreyfuss
- Scénario, adaptation, dialogues : Hugues Pagan d'après le roman éponyme de Jean-François Parot : Le Fantôme de la rue Royale
- Musique : Stéphane Moucha

- Producteur : Jean Labib
- Directrice Littéraire : Ariane Gardel
- Producteur Exécutif : Marc Eloy
- Directeur de la photographie : Carlo Varini

- Société de Production : Compagnie des Phares et Balises, France Télévisions, TV5 Monde
- Tournage : L'épisode a été tourné à Senlis, au château de Chantilly (Oise), au Mans (Sarthe), au Musée national de la Renaissance à Écouen (Val-d'Oise)
- Durée : 1 h 38
- Première diffusion : 23 octobre 2009 (3 millions de téléspectateurs)[9]
- Synopsis : 1770. Paris donne un grand feu d'artifice pour fêter la majorité du dauphin. En ce jour de fête, Nicolas Le Floch est inquiet. La surveillance de la ville a été confiée aux gardes de la ville et non aux gens de M. de Sartine. Soudain, une catastrophe se produit. Des carrosses renversés, des centaines de victimes écrasées… Alors qu'il constate le drame, Nicolas remarque, au milieu de la foule, le corps sans vie d'une jeune femme, apparemment morte étranglée. Nicolas mène l'enquête.
- Cet évènement est inspiré d'un fait réel : le grand étouffement de la place Louis-XV.
- Distribution :

- Jean-François Garreaud : Charles Galaine
- Vanessa Larré : Emilie Galaine
- Lara Guirao : Charlotte Galaine
- Jules Sadoughi : l'enfant
- Max Morel : Tire-Pot
- Jacques Collard : le Vieil-Huissier
- Sophie Fougère : la servante de la Satin
- Grégory Givernaud : l'assistant-exempt
- Patrick Alaguerateguy : le Noble
- Albert Goldberg : Major Langlume
- Nicolas Rappo : Garins
- Elisa Noyez : Geneviève Galaine
- Léa Wiazemsky : Élodie Galaine
- Swann Arlaud : Jean Galaine
- Joakim Latzko : Naganda
- Élizabeth Macocco : Marie Chaffoteaux
- Pierre-François Duméniaud : Monsieur de la Briche
- Maxime Decocq : l'homme en bleu
- Dany Bounicaud : Matronne extérieur Galaine
- Isabelle Galiegue : la fille de joie
- Carine Jiya : Fille de joie nue chez La Paulet
- Alain Barbier : assaillant Noblecourt
- Michel Bouis : assaillant Noblecourt
- Yves Girard : assaillant Noblecourt

### Épisode 4:L’Affaire Nicolas Le Floch
- Réalisation : Nicolas Picard-Dreyfuss
- Scénario, adaptation, dialogues : Hugues Pagan d'après le roman éponyme de Jean-François Parot : L'Affaire Nicolas Le Floch
- Musique : Stéphane Moucha

- Producteur : Jean Labib
- Directrice Littéraire : Ariane Gardel
- Producteur Exécutif : Marc Eloy
- Directeur de la photographie : Carlo Varini

- Société de Production : Compagnie des Phares et Balises, France Télévisions, TV5 Monde
- Tournage : L'épisode a été tourné à Senlis, au château de Chantilly (Oise), au Mans (Sarthe), au Musée national de la Renaissance à Écouen (Val-d'Oise) et à Dourdan (Essonne)
- Durée : 1 h 42
- Première diffusion : 30 octobre 2009 (2,9 millions de téléspectateurs)[10]
- Synopsis : Nicolas Le Floch est d'humeur sombre. Sa maîtresse, la belle Julie de Lastérieux a été retrouvée morte empoisonnée et tous les indices désignent Nicolas comme le coupable. Le roi, qui lui conserve toute sa confiance et veut le protéger des périls de l'enquête, l'envoie en mission à Londres. Nicolas devra convaincre un pamphlétaire de renoncer à publier un libelle critiquant Madame du Barry, la favorite. Au cours de sa mission, il finira par découvrir le responsable de la mort de Mme de Lastérieux.

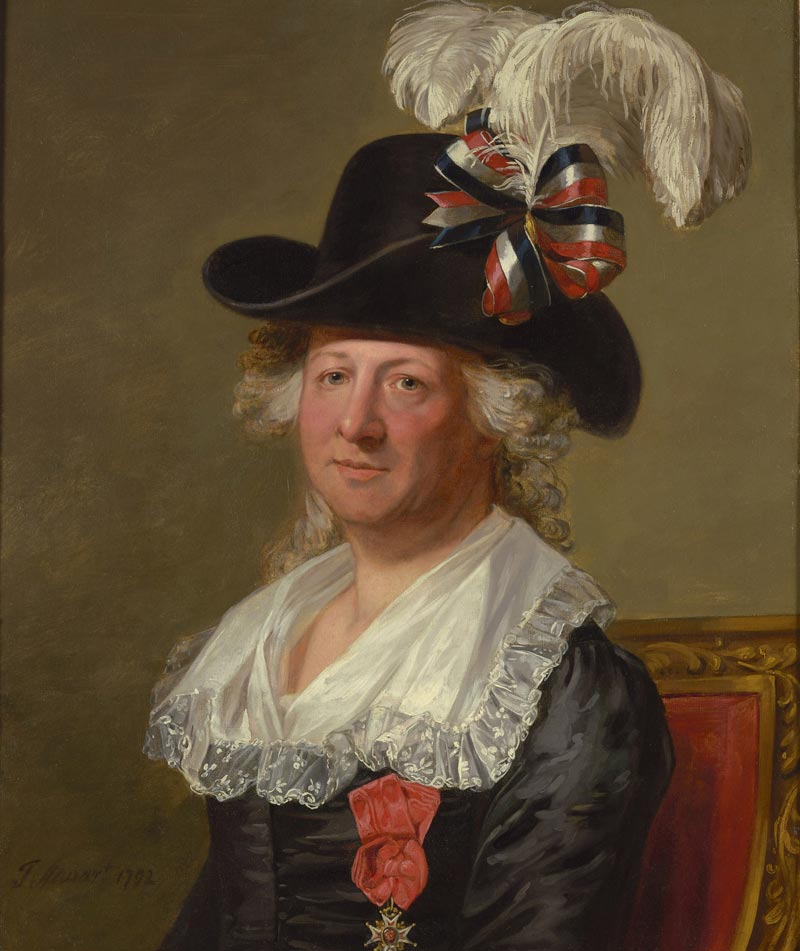
Chevalier d'Éon
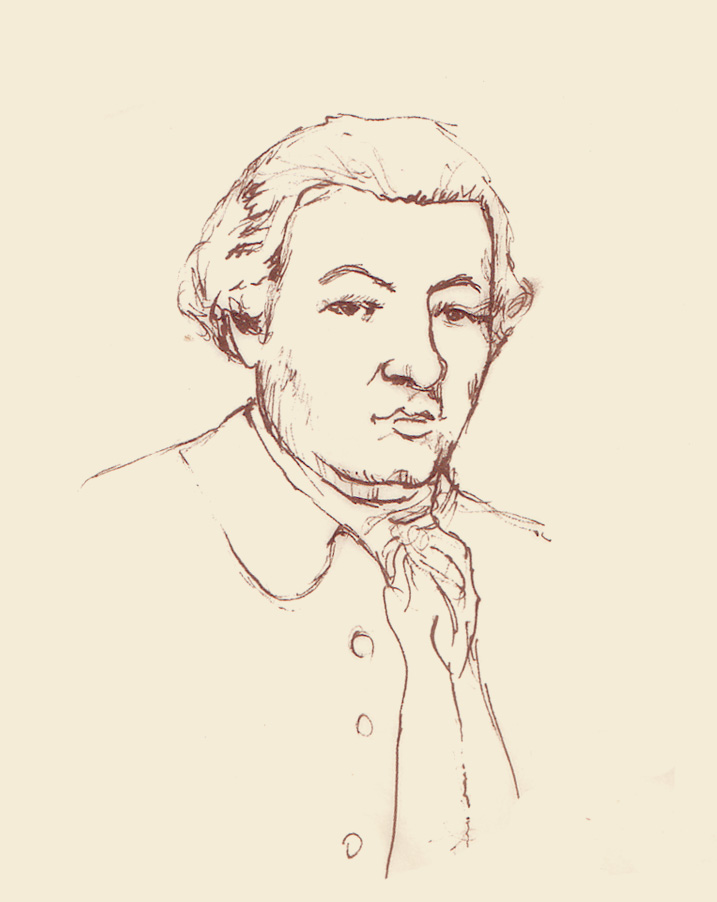
Charles Théveneau de Morande
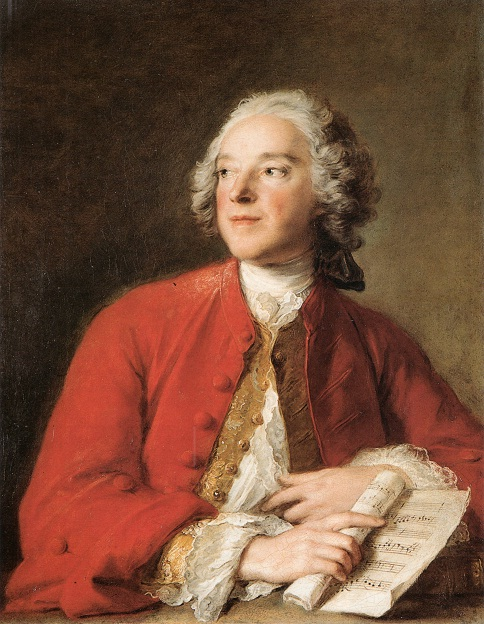
Beaumarchais

- Distribution :

- Philippe Demarle : Chevalier d’Éon
- Jean-Paul Comart : Morande
- Serge Merlin : Balbastre
- Jules Sadoughi : l'enfant
- Jacques Collard : le Vieil Huissier
- Sophie Fougère : Servante Satin
- Grégory Givernaud : l'assistant-exempt
- Patrick Alaguerateguy : un Noble
- Franck Chevalier : exempt escalier greffier
- Nicolas Bridet : Robert Darchis
- Noémie Rosenblatt : Madame de Lastérieux
- Geoffrey Carey : Lord Aschbury
- Sébastien Thiéry : Beaumarchais
- Félicité N'Gijol : Rose
- Paulin F. Fodouop : Casimir
- Jean-Claude Bolle-Reddat : Rodollet
- Laurent Cotillard : Docteur Dubois
- Daniel Dublet : le geolier anglais
- Nicolas Simon : le Tabellion
- Raphaël Beauville : le Spadassin
- Richard Keep : le Musicien
- Ariane Gardel : Matronne chez Darchis
- Eric Kailey : homme en arme
- Arnaud Duléry : le malandrin
- Frédéric André : musicien anglais 1
- Maxime Fiorani : musicien anglais 2
- Cyril Guignier : musicien anglais 3
- Julien Martin : musicien anglais 4
- Jérôme Treille : musicien anglais 5
- Christophe Ribière : musicien Mme de Lasterieux 1
- Frédéric Masson : musicien Mme de Lasterieux 2
- Alain Baldocchi : musicien Mme de Lasterieux 3
- Jean Girard : Malandrin Darchis
- William Cagnard : officier anglais
- Philippe Morel : soldat anglais
- Olivier Vitran : soldat anglais
- Jean-Marc Bellu : un spadassin
- Bastien Frendo : un spadassin
- Yves Girard : un spadassin
- Yang Mamath : un spadassin
- Patrick Medioni : un spadassin

## Saison 3 (2010)

### Épisode 5:La Larme de Varsovie
- Réalisation : Nicolas Picard-Dreyfuss
- Scénario, adaptation, dialogues : scénario original de Hugues Pagan librement inspiré de l'œuvre de Jean-François Parot
- Musique : Stéphane Moucha
- Producteur : Jean Labib
- Société de Production : Compagnie des Phares et Balises, France Télévisions, TV5 Monde
- Tournage : L'épisode a été tourné à Senlis (Oise), au Musée national de la Renaissance à Écouen (Val-d'Oise) et en Dordogne (lieux non précisés)
- Durée : 1 h 33
- Première diffusion : 3 décembre 2010 (3,4 millions de téléspectateurs)[11]
- Synopsis : Une perle, qu'on appelle la « Larme de Varsovie », a été remise par le Roi de Pologne à la Reine de France. Si la perle venait à disparaître, une terrible malédiction s’abattrait sur la Monarchie Française. Le Roi Louis XV confie donc la précieuse perle au mystérieux Comte de Saint-Germain, alchimiste reconnu et Chevalier de la Rose-Croix. Mais, malheureusement, la perle est volée. Ponctuée de morts successives, l’enquête devient périlleuse pour Nicolas Le Floch. Car derrière ce vol se dissimule une redoutable conspiration du Chevalier d’Aumont de l’ordre du Temple. Cet épisode est inspiré d'un fait-divers réel[12].

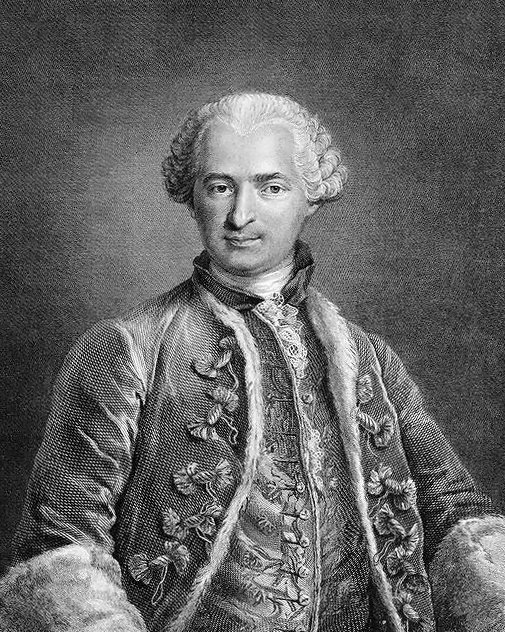
Comte de Saint-Germain

- Distribution :

- Tom Novembre : le Comte de Saint-Germain
- Philippe Girard : le Chevalier d'Aumont
- Catherine Gandois : Madame d'Urfé
- Nathalie Roussel : la Reine
- Julia Thurnau : Madame de Crequy
- Jules Sadoughi : l'enfant
- Jacques Collard : Huissier de Sartine
- Lucile Krier : Clothilde de Clairvoie
- Gwenola de Luze : Lady Scarlett
- Paul Minthe : Duc de Choiseul
- Émilie Gavois-Kahn : La Duvernoy
- Raphaëlle Boitel : Baronne d'Héricourt
- Vincent Ozanon : Baron d'Héricourt
- Joséphine Fresson : la Picarde
- Claudine Baschet : la Chouette
- François Hatt : Exempt bureau inspecteurs
- Sarah Peberleau : Servante Satin
- Pierre Touvet : Garde labo Saint-Germain
- Antoine Piquet : l'émissaire

### Épisode 6:Le Grand Veneur
- Réalisation : Nicolas Picard-Dreyfuss
- Scénario, adaptation, dialogues : scénario original de Hugues Pagan librement inspiré de l'œuvre de Jean-François Parot
- Musique : Stéphane Moucha
- Producteur : Jean Labib
- Société de Production : Compagnie des Phares et Balises, France Télévisions, TV5 Monde
- Durée : 1 h 32
- Première diffusion : 10 décembre 2010 (3,2 millions de téléspectateurs)[13]
- Tournage : Le tournage a eu lieu en mai 2010 en Dordogne au château de Jumilhac, au château de Hautefort, au château des Bories, au château de Biron, au château de Marzac et à Sarlat[14].

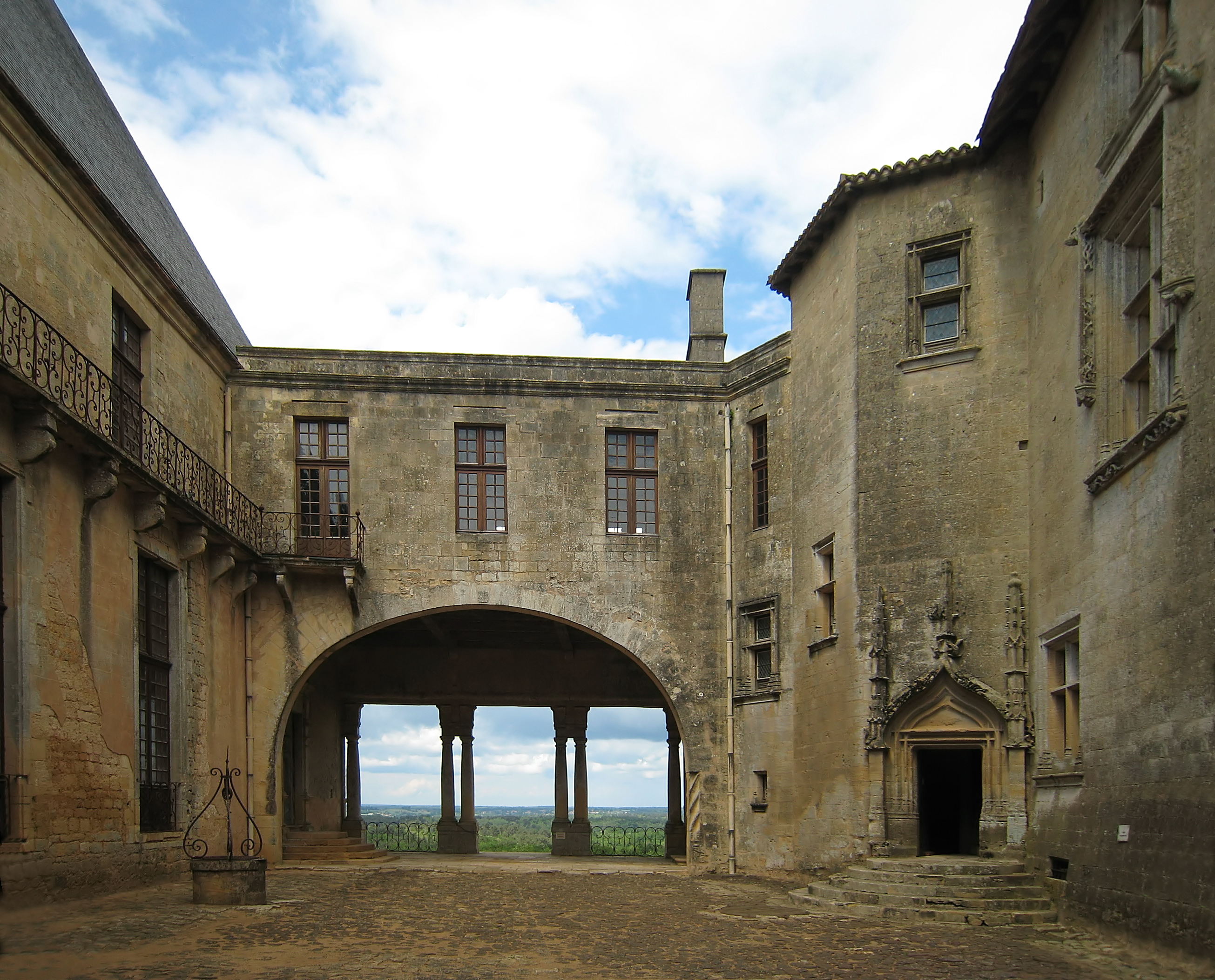
Château de Biron (demeure du Comte d'Allas).
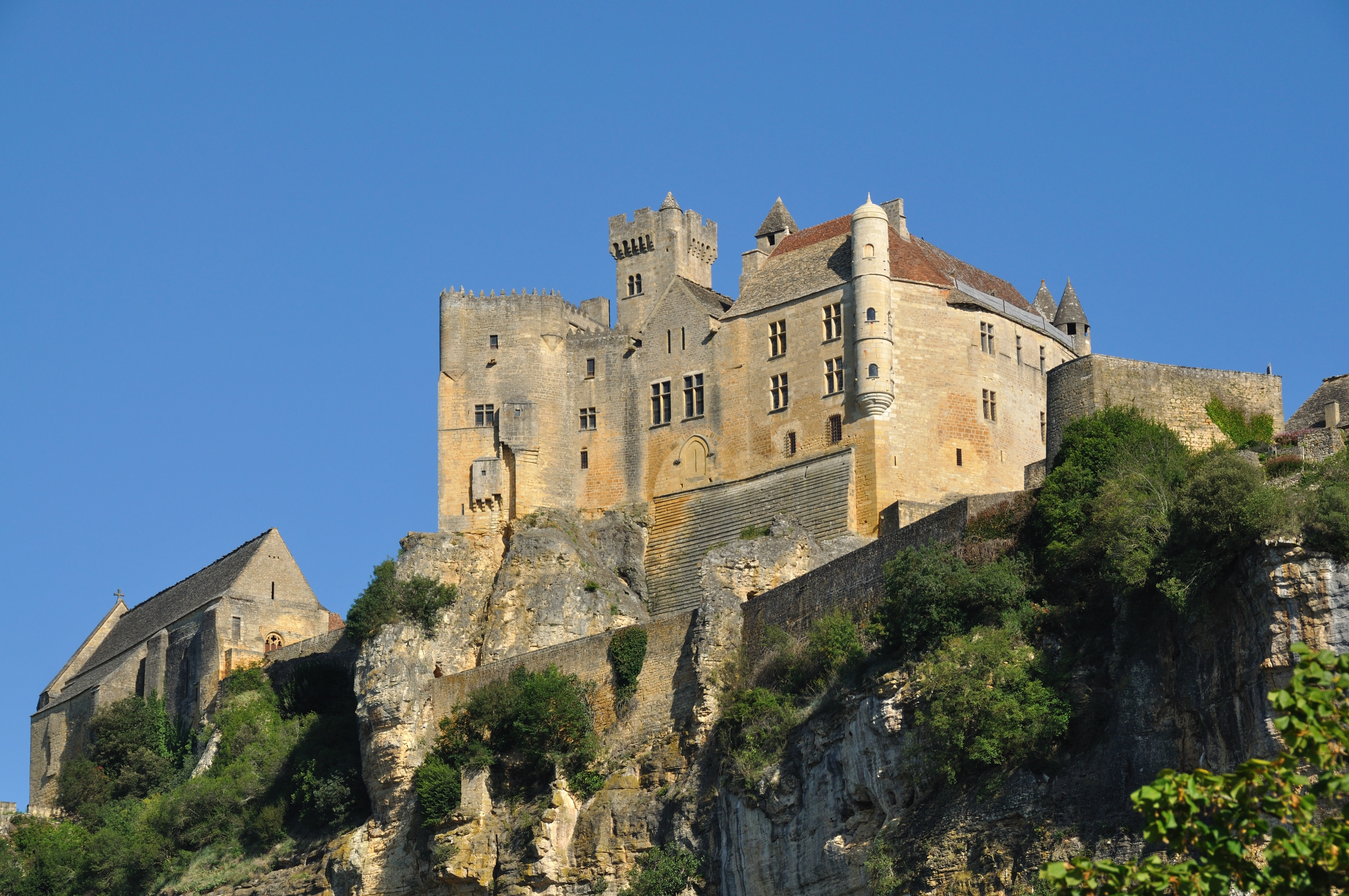
Château de Beynac (demeure du Comte de Rhodes).
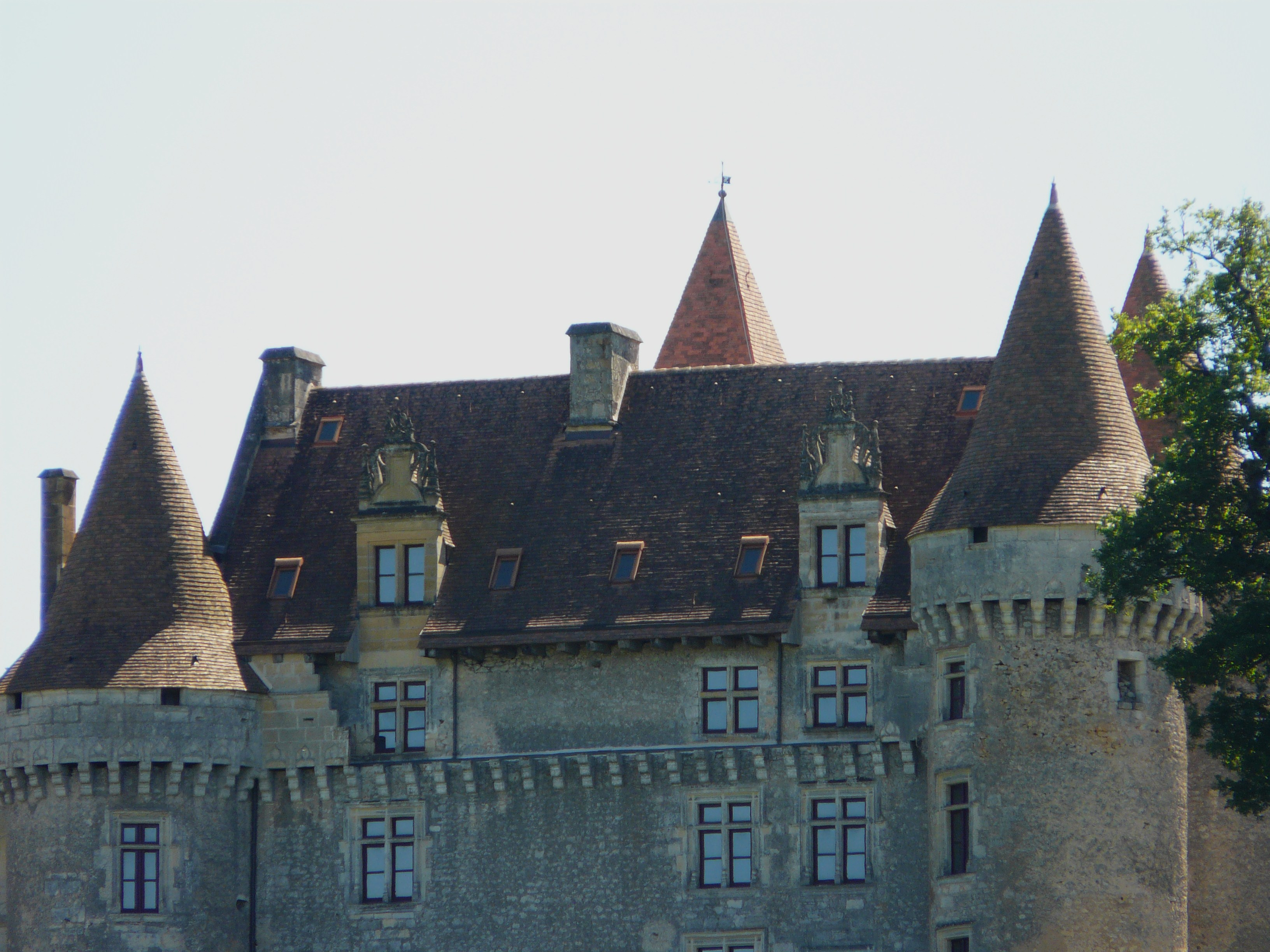
Château de Marzac (vue extérieure de la demeure du Comte d'Allas).
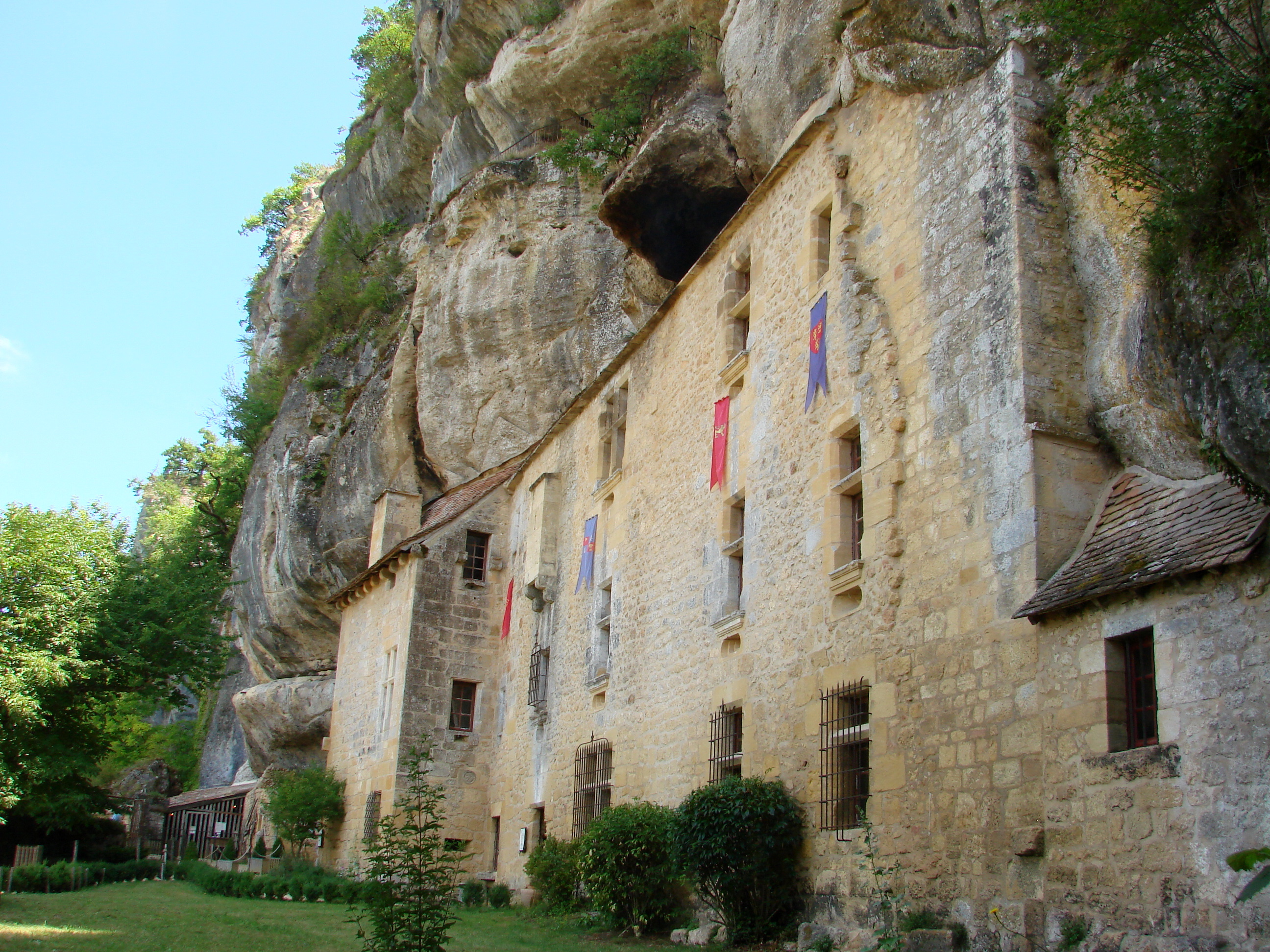
Maison forte de Reignac (demeure du Père Landais).

- Synopsis : Nicolas Le Floch est chargé d’enquêter discrètement sur l’assassinat du jeune Louis-Charles d’Allas retrouvé déchiqueté et décapité. Sous son identité de Marquis de Ranreuil, il se rend en Aquitaine, assisté de l'inspecteur Bourdeau, du chirurgien de Marine, Scemacgus, et de la Duchesse de Langremont, alias la Satin. Ses soupçons se portent sur le Comte et la Comtesse de Rhodes, de riches notables aux mœurs étranges. Invités au château, Nicolas Le Floch et la Satin tombent dans un piège terrible : une partie de chasse à courre, où le Comte de Rhodes sera le grand veneur et Nicolas Le Floch sa proie.

- Valérie Dashwood : Comtesse de Rhodes
- Julien Rochefort : Renaud d’Allas
- Armand Éloi : Père Landais
- Étienne Chicot : Comte de Rhodes
- Alain Libolt : Comte d'Allas
- Charles Lelaure : Charles d'Allas
- Laurent D'Olce : Thomas Mairet
- Fabio Zenoni : Capitaine Langlois
- Pierre Aussedat : Prince de Conti
- Florence Muller : marquise d’Aubrac
- Jean-Pierre Bagot : Monsieur de Fronsac
- Françoise Loreau : Dame Mairet
- Jérôme Huguet : Roussart
- Erick Deshors : le Balafre
- Audrey Bonnet : Isabeau
- Thomas di Genova : le jeune paysan
- Jean-Pol Brissart : Maître François Armurier
- Joël Pyrène : le cabaretier

## Saison 4 (2012)

### Épisode 7:Le Dîner de gueux

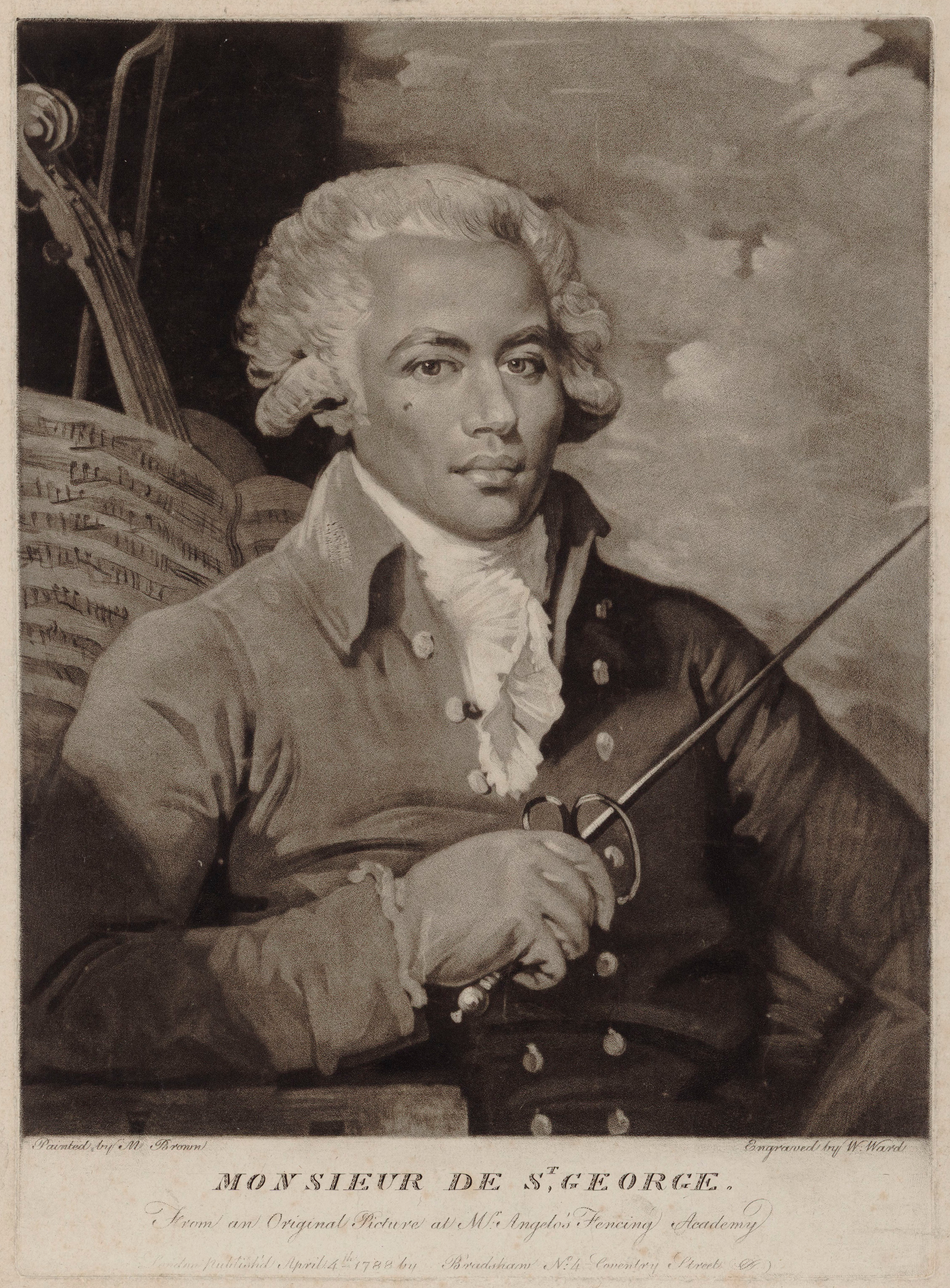
Chevalier Saint George

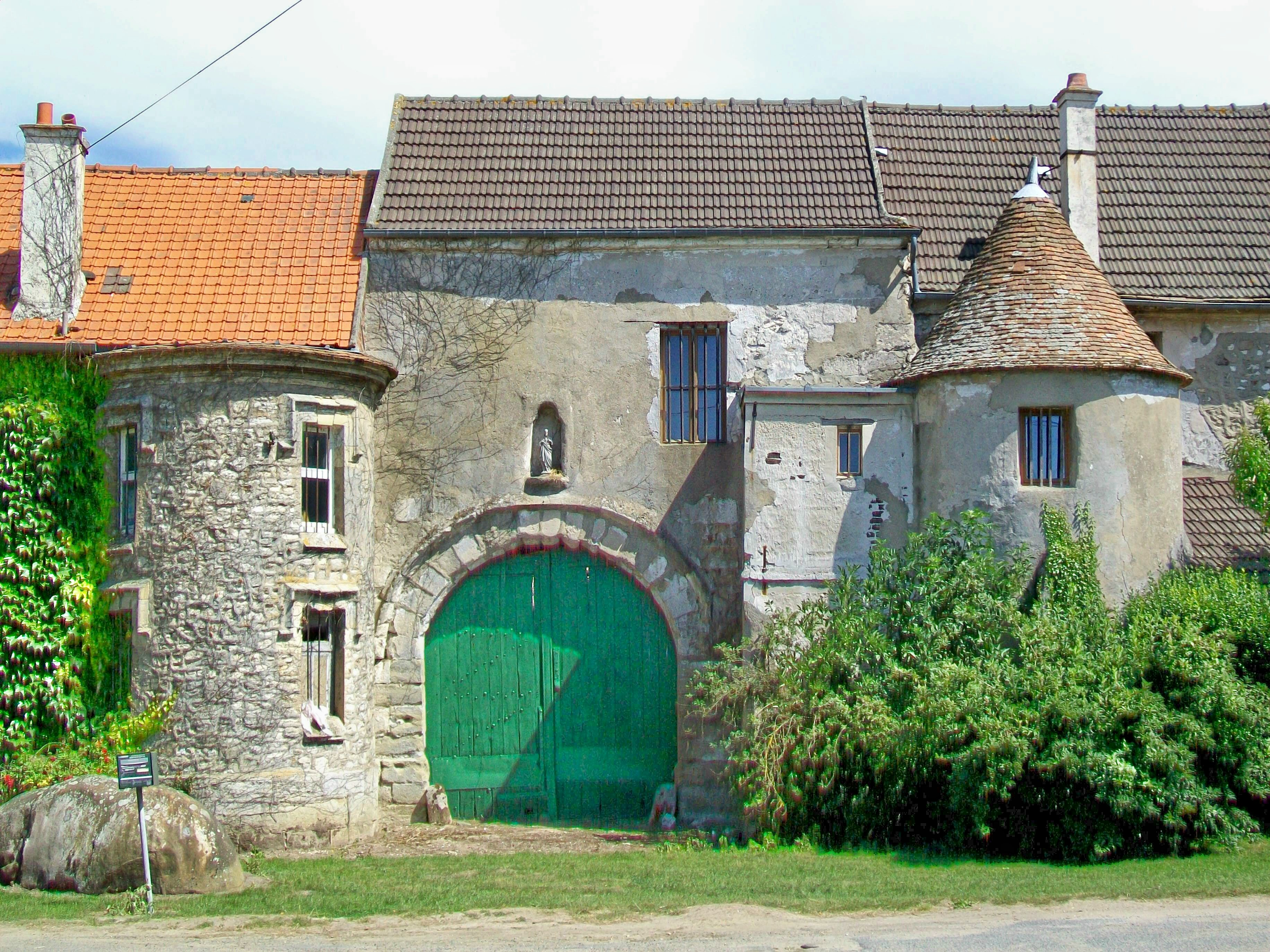
La ferme de Trianon à Épinay-Champlâtreux

- Réalisation : Nicolas Picard-Dreyfuss
- Scénario, adaptation, dialogues : scénario original de Hugues Pagan avec la collaboration de Catherine  Lapasset, librement inspiré de l'œuvre de Jean-François Parot
- Musique : Stéphane Moucha
- Producteur : Jean Labib
- Société de Production : Compagnie des Phares et Balises, France Télévisions, TV5 Monde, CNC
- Tournage : L'épisode a été tourné  au Musée national de la Renaissance à Écouen, la ferme de Trianon à Épinay-Champlâtreux (Val-d'Oise), au Grand-Palais des Champs-Élysées (Paris), Le Mans (Sarthe), Port-Haliguen (Morbihan), château de Chantilly (Oise)
- Durée : 1 h 36
- Première diffusion : 13 janvier 2012 (3,1 millions de téléspectateurs soit 12,3 % des parts)[15]
- Synopsis : Après avoir sauvé d’une embuscade la jeune et belle Clémence de Villerbois et l’avoir séduite, le grand brigand « La Griffe » se fait passer pour le duelliste italien Giaccomo Petracci, qui vient d’être tué lors de l’attaque. Menant l’enquête sur la mort du noble italien, Nicolas Le Floch découvre la véritable identité de La Griffe. Sans scrupules, le chef des « gueux » dépouille les plus grands jusqu’au lieutenant général de police, Monsieur de Sartine. La course poursuite sera sans répit entre Nicolas Le Floch et La Griffe, puis s’achèvera par un duel magistral à Versailles.
- Distribution :

- Philippe du Janerand : Monsieur de Villerbois
- Clémentine Poidatz : Suzon
- Sarah Le Picard : Clémence de Villerbois
- Grégori Derangère : la Griffe
- Eloïse Dogustan : Amélie
- Rachel Eberhart : Olympe de Beauvoisis
- Orazio Massaro : le Bandit Espagnol
- Laurent Bariteau : le client de Suzon
- Léopold Simalty : le joaillier
- Michel Carliez : Faldoni
- Vincent Haquin : le Colosse Tricotin
- Jérôme Faure : Chevalier Saint George
- Michèle Sigal : Princesse de Richemont

### Épisode 8:L'Affaire de la Rue des Francs-Bourgeois
- Réalisation : Nicolas Picard-Dreyfuss
- Scénario, adaptation, dialogues : Hugues Pagan avec la collaboration de Catherine  Lapasset, librement inspiré de l'œuvre de Jean-François Parot
- Musique : Stéphane Moucha
- Producteur : Jean Labib
- Société de Production : Compagnie des Phares et Balises, France Télévisions, TV5 Monde, CNC
- Tournage : L'épisode a été tourné  au Musée national de la Renaissance à Écouen, la ferme de Trianon à Épinay-Champlâtreux (Val-d'Oise), au Grand-Palais des Champs-Élysées (Paris), Le Mans (Sarthe), au château de Chantilly (Oise)
- Durée : 1 h 41
- Première diffusion : 20 janvier 2012 (3 millions de téléspectateurs)[16]
- Synopsis : Une inquiétante menace, puis un empoisonnement frappent de plein fouet l’hôtel du très influent Monsieur de Montault, conseiller au Parlement de Paris. À la demande de Monsieur de Sartine, Nicolas le Floch est chargé de mener l’enquête en toute discrétion. Malgré la présence du commissaire au sein de la maison, les membres de la famille de M. de Montault meurent les uns après les autres. Seule sa belle-fille, Hortense de Vartelle, dont il est secrètement amoureux, échappe miraculeusement au sort. Nicolas le Floch est sous pression, tant l’ennemi mystérieux semble se jouer de lui…
- Distribution :

- Didier Sandre : Monsieur de Montault
- Hande Kodja : Hortense de Vartelle
- Julia Thurnau : Madame de Crequy
- Catherine Morlot : Héloïse de Montault
- Serge Onteniente : Henri de Montault
- Arnaud Simon : Aimé de Montault
- Emmanuel Noblet : Chevalier d'Arcq
- Pierre Baux : Saint Jean
- Agnès Sourdillon : Célestine
- Michaël Vander-Meiren : Mortemare
- Christophe Vandevelde : Richter
- Benoît Ferreux : le chirurgien
- Régis Royer : Rodelet
- Martin Selze : Vilard
- Stéphanie Ruaux : la servante de Montault
- Jeupeu : le geolier de Richter
- Ornella Petit : la nourrice
- Louka Meliava : le vendeur de figues
- Audrey Ottaviano : la Ribaude

## Saison 5 (2013)

### Épisode 9:Le Crime de l’hôtel Saint-Florentin
- Réalisation : Philippe Bérenger

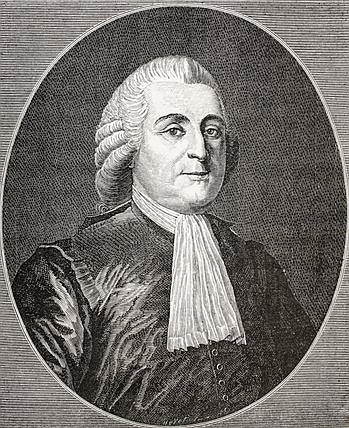
Jean-Charles-Pierre Lenoir

- Scénario, adaptation, dialogues : Hugues Pagan avec la participation de Catherine  Lapasset, d'après le roman éponyme de Jean-François Parot : Le Crime de l'hôtel Saint-Florentin
- Musique : Stéphane Moucha
- Producteur : Jean Labib et Ariane Gardel
- Société de Production : Compagnie des Phares et Balises, France Télévisions, TV5 Monde, CNC
- Durée : 1 h 39
- Première diffusion : 22 février 2013 (2,79 millions d'audiences soit 10,9 % des parts)[17]
- Synopsis : 10 mai 1774. Louis XV, atteint de la petite vérole, meurt et son petit-fils lui succède sous le nom de Louis XVI tandis que le duc de Choiseul, ancien principal ministre d'État du roi, disgracié par ce dernier, est éconduit alors qu'il tenait à présenter une dernière fois ses hommages au souverain. De son côté, monsieur de Sartine est nommé secrétaire d'État à la Marine tandis que monsieur Lenoir lui succède comme lieutenant-général de police de Paris ; le nouveau chef de Nicolas Le Floch lui fait alors savoir qu'il se passerait bien de ses services. Consterné, ce dernier va bientôt faire la connaissance de la belle Aimée d'Arranet. Cependant un crime est commis dans la maison de monsieur de Saint-Florentin, secrétaire d'État à la Maison du Roi de Louis XV, resté en fonction sous le nouveau gouvernement. Le roi Louis XVI demande à Nicolas Le Floch de mener l'enquête.
- Distribution :

- Jacques Frantz : Louis Phélypeaux de Saint-Florentin
- Wilfred Benaïche : le Marquis de Chambonas
- Guillaume Delaunay : Rabouine
- Loïc Baylacq : Tribord
- Julia Thurnau : Madame de Crequy
- Micha Lescot : Eudes Duchamplan
- Alain Dumas : Provence
- Éric Théobald : Jean Missery
- Yves Lambrecht : Comte d'Arranet
- Nicole Dubois : Duchesse de la Vrillière
- Gabrielle Atger : la Roussillon
- Eva Rossignol : Marguerite Pindron
- Emmanuelle Galabru : Eugénie Gouet
- Bruno Paviot : Docteur Gevigland
- Marie-Armelle Deguy : Louise de l'Annonciation
- Josiane Lévêque : Madame de Maurepas
- Marianne Denicourt : la Belle Aglaé de Cusacque
- Paul Minthe : Monsieur de Choisel
- Jean-Charles Delaume : le Médecin du Roi
- Aurélie Normandon : Marie Meunier
- Louis Bellanti : le vieil appariteur
- Olivier Berlaud : exempt bureau des inspecteurs
- Stephan Avoge : laquais hôtel La Borde
- Célestin Chapelain : le gamin

- Tournage : Le tournage a lieu en avril et mai 2012 au Château d'Ancy-le-Franc (L'hôtel Saint-Florentin)[18].

### Épisode 10:Le Sang des farines
- Réalisation : Philippe Bérenger

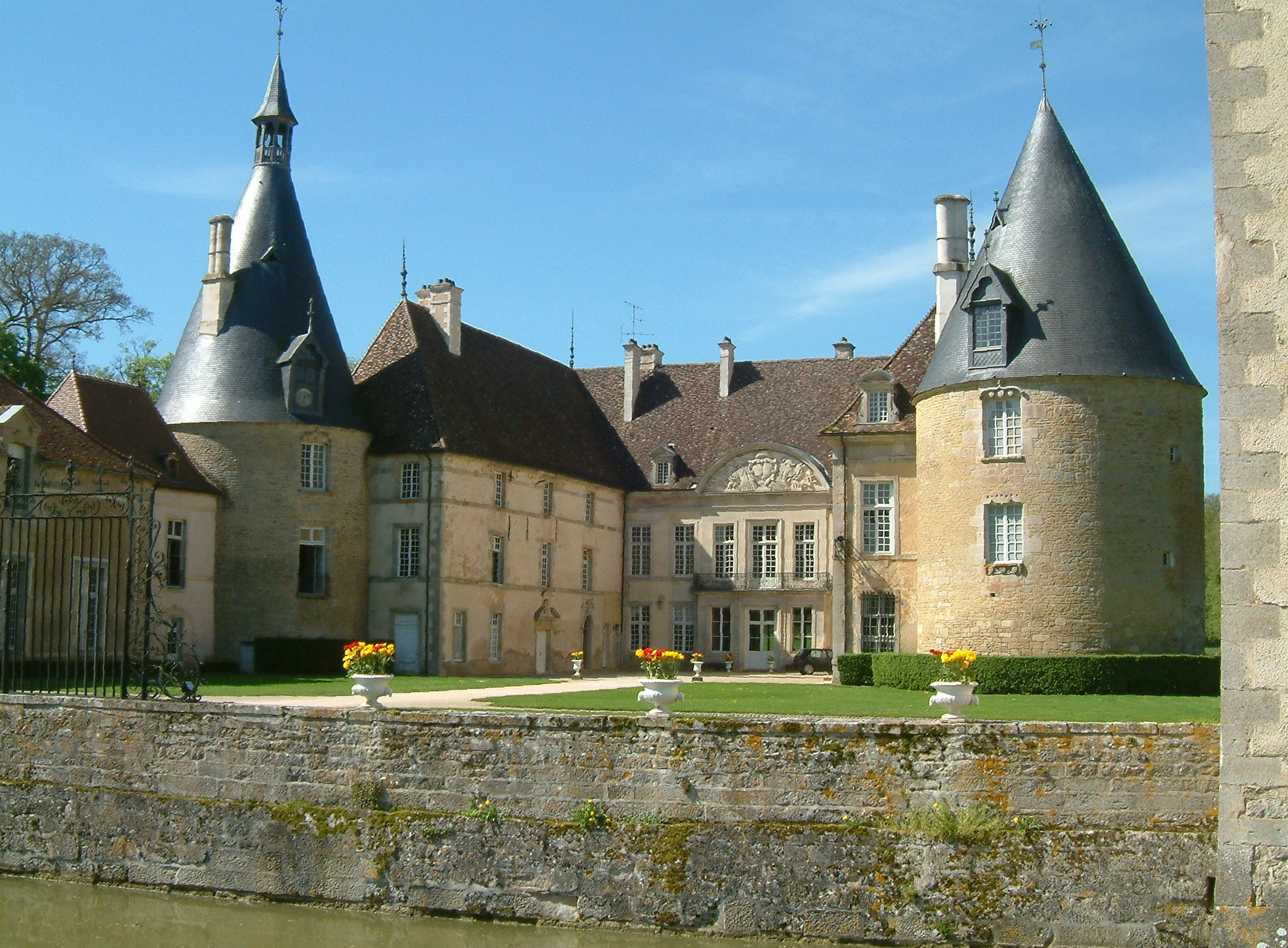
Chateau des Arranet (Château de Commarin)

- Scénario, adaptation, dialogues : Hugues Pagan avec la collaboration de Catherine  Lapasset, d'après le roman éponyme de Jean-François Parot  Le Sang des farines
- Musique : Stéphane Moucha
- Producteur : Jean Labib et Ariane Gardel
- Société de Production : Compagnie des Phares et Balises, France Télévisions, TV5 Monde, CNC
- Durée : 1 h 38
- Première diffusion : 1er mars 2013 (3,1 millions d'audiences soit 13,1 % des parts)[19]
- Synopsis : Printemps 1775. Le peuple a faim et défile dans les rues pour réclamer du pain. Un boulanger est retrouvé mort dans un fournil. Nicolas est chargé de l'enquête.

- Distribution :

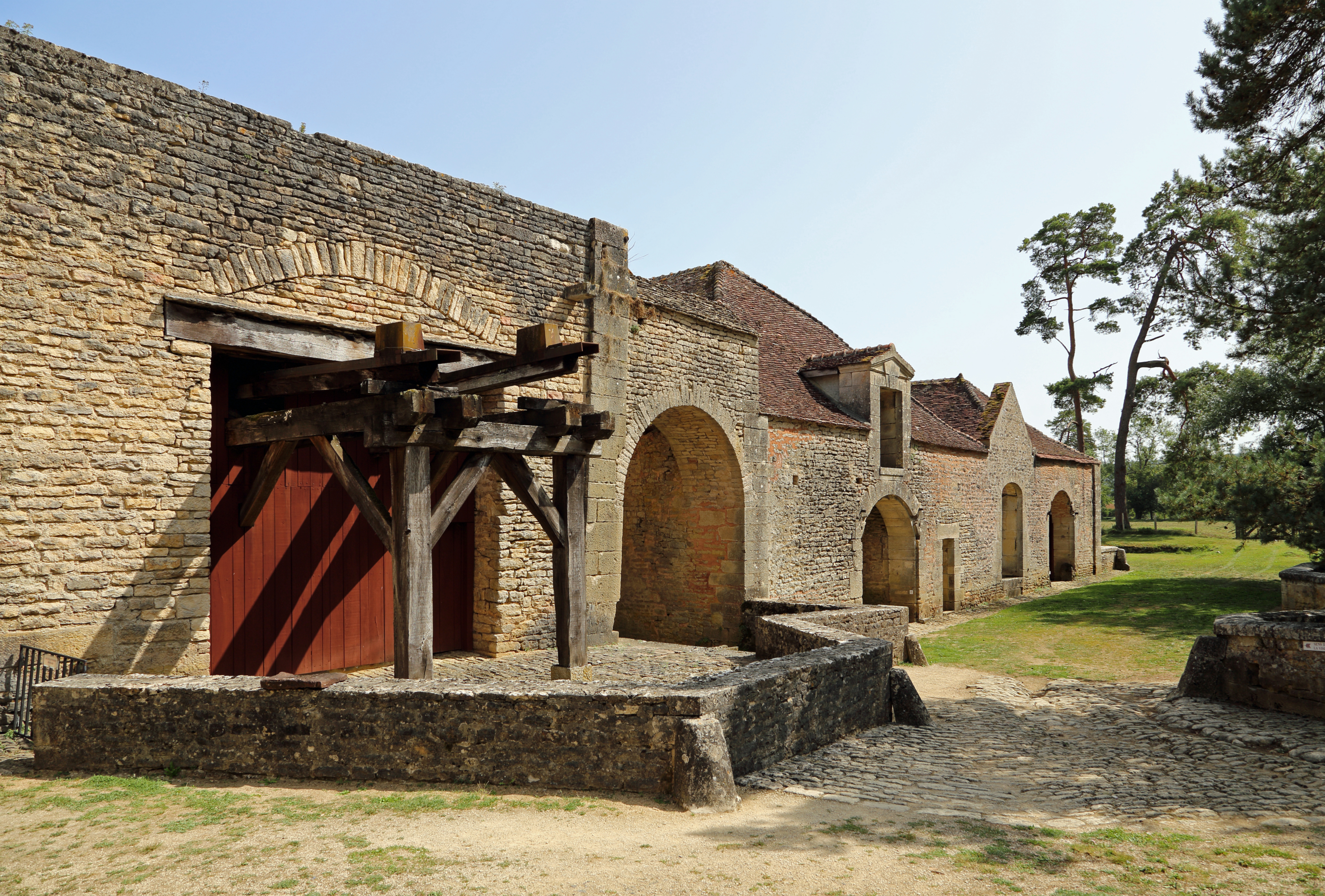
Forges de Buffon

- Patrick Catalifo : Chevalier de Lastire
- Jean-Michel Noirey : Inspecteur Marais
- Guillaume Delaunay : Rabouine
- Loïc Baylacq : Tribord
- Virgil Leclaire : Hugues Parnaux
- Cassandre Vittu de Kerraoul : la Veuve Mourut
- Sylvie Loeillet : la Gourdan
- Lara Suyeux : la Babine
- Cannelle Carré-Cassaigne : Alain Friope
- Gilles Treton : Monsieur de Vergennes
- Pierre Aussedat : Louis-François de Bourbon-Conti, Prince de Conti
- Alain Narron : le Prévot de Beaumont
- Murielle Hilaire : la négrillonne
- Lionel Robert : le perruquier
- Damien Bonnard : l'aboyeur
- Eric Cornet : le guichetier
- Rémy Roubakha : Jacques Nivernais
- Julien Peny : l'archiviste
- Benoit Carré : le maçon
- Christine Armanger : la soubrette
- Laurent Collombert : le chef des masques

- Tournage : Le tournage a lieu du  14 mai au 1er juin 2012 au Château de Commarin, au Château d'Ancy-le-Franc (la rôtisserie)[20], à Époisses, Lantilly et aux Forges de Buffon (le fournil)[21],[22].
- Source : L'épisode s'inspire du Pacte de famine décrété par Turgot en 1774.

## Saison 6 (2017-2018)

### Épisode 11:Le Cadavre anglais
- Réalisation : Philippe Bérenger[23]

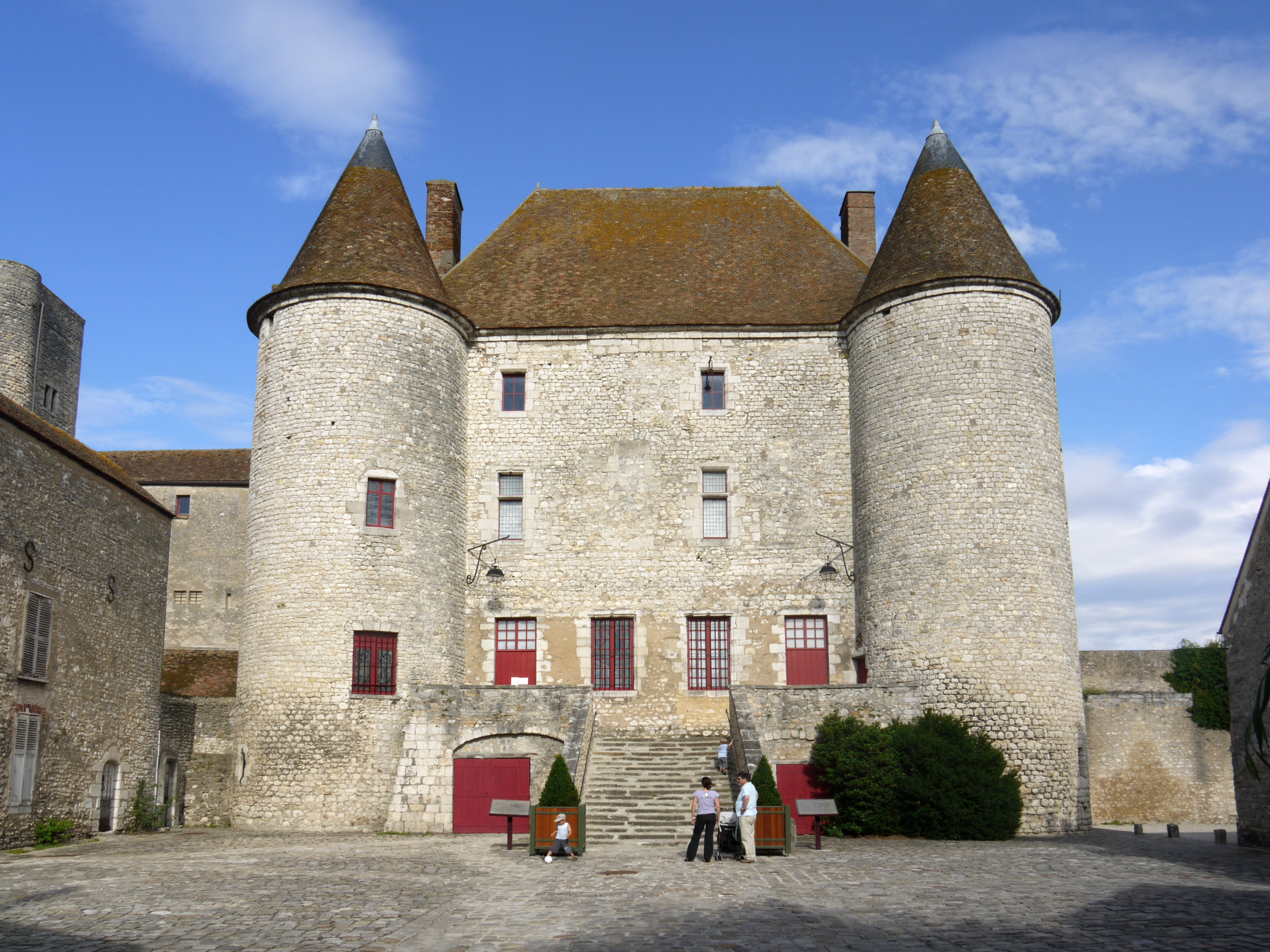
Château de Nemours

- Scénario, adaptation, dialogues : Hugues Pagan et Philippe Berenger, d'après le roman éponyme de Jean-François Parot : Le Cadavre anglais
- Musique : Stéphane Moucha
- Producteur : Jean Labib et Ariane Gardel
- Société de Production : Compagnie des Phares et Balises, France Télévisions, TV5 Monde, CNC
- Durée : 1 h 38
- Diffusions : 
  -  États-Unis : Février 2017 sur PBS[24] et disponible en DVD (vol. 3) grâce à la compagnie américaine MHz Networks[25].
  -  France : 18 décembre 2017 sur France 2 (3,46 millions (1re partie) 13,4 % PDA et 3,29 millions (2e partie) 14,1 % de PDA)[26].
- Synopsis : Paris 1777. Nicolas enquête sur la mort d'un prisonnier qui a tenté de s'échapper de la prison du For-l'Évêque.
- Tournage : Le tournage a lieu de mai à juin 2014 notamment à Nemours[27] et au Mans[28].
- Distribution :

- Claire Ganaye : Marie-Antoinette[29]
- Lucie Lucas : Agnès Guinguet
- Martin Lamotte : Lavalée
- Cyril Garnier : Emmanuel de Rivoux
- Paul Bandey : Lord James Harris
- Coline Dubus : La mouche
- Chloé Coulloud : La Freluche
- Agnès Soral : Dame Cahuet de Villiers
- Mathieu Bisson : Armand Desplat
- Jean-François Palaccio : Simon Bonjean

### Épisode 12:Le Noyé du Grand Canal
- Réalisation : Philippe Berenger

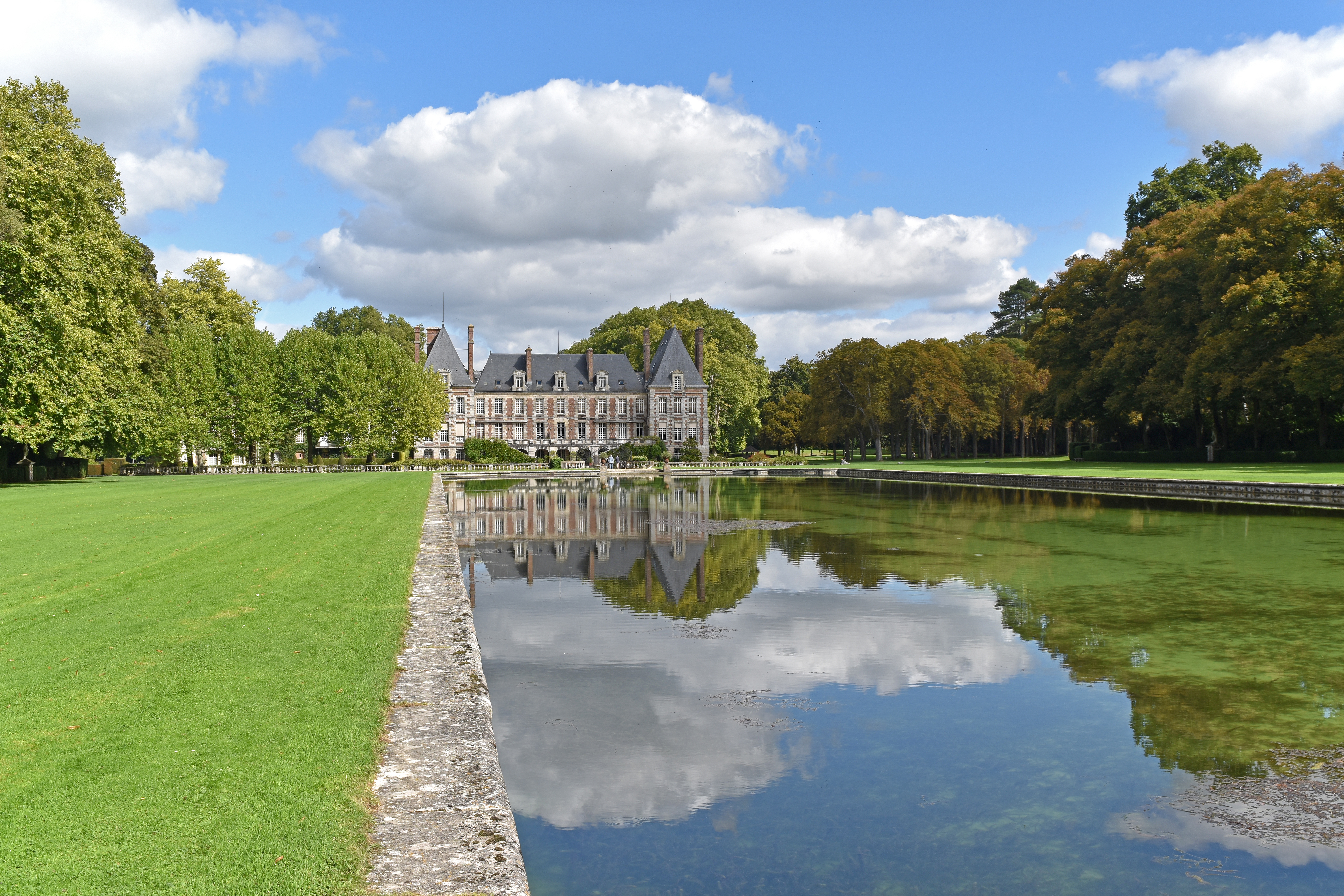
Château de Courances

- Scénario, adaptation, dialogues : Hugues Pagan d'après le roman éponyme de Jean-François Parot : Le Noyé du Grand Canal
- Musique : Stéphane Moucha
- Producteur : Jean Labib et Ariane Gardel
- Société de Production : Compagnie des Phares et Balises, France Télévisions, TV5 Monde, CNC

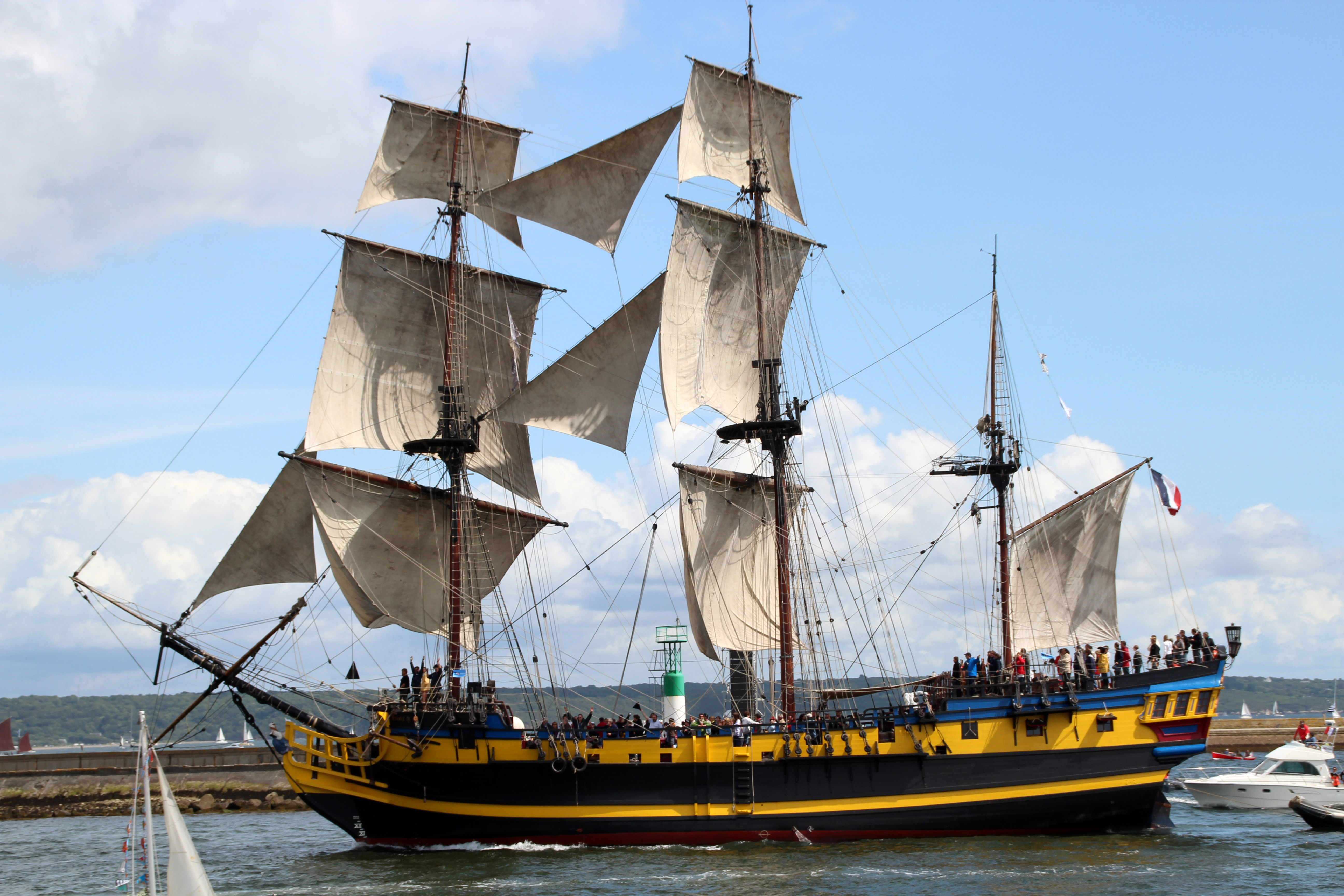
L'Étoile du Roy en 2012

- Durée : 1 h 38

- Première diffusion :
- États-Unis : Février 2017 sur PBS[24] et disponible en DVD (vol. 3) grâce à la compagnie américaine MHz Networks[25]
- France : 2 novembre 2018 sur France 2 (2,71 millions de téléspectateurs et 12,3 % de PDA (1re partie) et 2,33 millions de téléspectateurs ainsi que 11,6 % de PDA (2e partie) [30]).
- Synopsis : Paris 1778. Nicolas enquête sur un vol de bijou appartenant à la Reine et sur des mystérieux meurtres dans un contexte politique trouble.
- Tournage : Le tournage a lieu en mai 2015 notamment à Saint-Malo sur le trois-mâts carré l'Étoile du Roy[31] et dans les jardins du Château de Courances[32].
- Distribution :

- Claire Ganaye : Marie-Antoinette
- Jean-Claude Tisserand : Chef des gueux
- Paul Bandey : Lord James Harris
- Nicolas Vaude : Baldo
- Franck Libert : Duc de Chartres (Le futur Philippe Égalité)
- Bruno Todeschini : Renard
- Jean-Francois Palaccio : Simon Bonjean

## Autour de la série

### Anachronismes et incohérences
Un soin tout particulier a été apporté pour reproduire les décors, les costumes et même en partie la langue du XVIIIe siècle, on peut déceler toutefois quelques erreurs.
À la trentième minute de l'épisode L'Affaire Nicolas Le Floch, un fruitier sur une table chez M. de Noblecourt comporte des fruits assez modernes, dont une banane, guère disponible à grande échelle en France avant les années 1950, mais que l'on trouvait à prix d'or -comme l'ananas- cultivée dans les serres du château de Versailles.
Dans les premiers épisodes, la salle à manger de monsieur de Noblecourt est décorée avec un panneau de papier peint de la manufacture Dufour, extrait de l'ensemble Les Voyages du Capitaine Cook exécuté en 1804.
Les clavecins sont confondus avec des pianofortes en S2 ep 2 et dans ce même épisode plus grave un personnage noir demande un affranchissement alors qu'il n'y a pas d'esclaves en France métropolitaine à cette époque (ni avant ni après d'ailleurs) (en fait si, malgré les lois qui interdisaient effectivement la présence d'esclaves en métropole).
Dans l'affaire le Floch la vision des domestiques noirs en France soi-disant esclaves et de la servante indienne en sari à Londres sont contraire à la réalité historique.
Dans l'épisode de la rue des Francs Bourgeois la conjugaison du subjonctif subséquente à un verbe de crainte eut préféré je crains que vous ne dussiez et non que vous deviez.  
Dans l'épisode de l'Homme au ventre de plomb, une photocopie de manuel cabalistique se trouve dans les mains des comédiens.
Dans l'épisode Le Grand Veneur, un pistolet à triple canons à percussion est confié à Nicolas Le Floch alors que la platine à percussion n'est inventée qu'au tout début du XIXe siècle -autour de 1808 exactement- par Jean Lepage par l'invention de la capsule au fulminate de mercure.
Dans l'épisode 9, Le Crime de l'Hôtel Saint-Florentin, Nicolas Le Floch révèle l'identité du conspirateur au comte de Saint-Florentin en le désignant comme étant « en quelque sorte votre gendre », ce qui correspond bien à la réalité historique des personnages, mais en rien au scénario retenu par ailleurs pour l'intrigue du film. À la trentième minute de l'épisode, le lieutenant-général de police Le Noir reçoit Nicolas Le Floch en mangeant des macarons, gâteau dont les coques de macaron n'ont été accolées deux à deux qu'à partir des années 1830. Les dragées sont des dragées mariage inventées par Pecquet en 1750. L'expression bique et bouc date de 1847 au mieux et pas d'avant la révolution. 
Dans l'épisode 10, Le Sang des farines, Bourdeau parle d'un policier douteux et dit que c'est un « poulet rôti ». Pourtant le sobriquet de « poulet » ne date que de 1871, lorsque la Préfecture de Police de Paris s'installe dans un nouveau siège : la caserne de la Cité, qui avait été construite sur l'emplacement de l'ancien marché aux volailles de la capitale. Dans le même épisode, la Reine parle de son père, alors que celui-ci est mort, l'empereur est alors Joseph II, l'impératrice, sa mère.
Le verbe  « s'opiniâtrer », utilisé en S2 2 est mal à propos. Soit c'est un archaïsme,  soit il faut attendre le milieu du XIXe siècle pour le retrouver dans l'usage.

### Pétition contre l'arrêt de la série
À la suite d'une baisse du chiffre d'audience pour l'épisode 1 de la saison 5 (2,7 millions de téléspectateurs au lieu de 3,2 habituellement), la chaîne n'a pas l'intention en mars 2013 d'investir dans une sixième saison. Une pétition est créée sur internet afin de sauver la série. En mai 2013, France 2 annonce la commande de deux nouveaux épisodes : le premier est tourné en mai et juin 2014, le second en mai 2015.

### Lieux de tournage
- Côte-d'Or : Commarin, Époisses
- Dordogne : Château de Jumilhac, Château de Hautefort, Château de Marzac, Château de Biron, Château des Bories, Sarlat-la-Canéda
- Ille-et-Vilaine : Saint-Malo[37]
- Oise : Senlis, château de Chantilly
- Sarthe : Le Mans
- Paris : Grand-Palais des Champs-Élysées, Hôtel de Lauzun, Hôtel de Beauvais
- Seine-et-Marne : Château de Vaux-le-Vicomte, château de Blandy-les-Tours, Blandy-les-Tours
- Yvelines : Domaine National de Versailles, Château de Groussay
- Yonne : Tanlay
- Essonne : Dourdan
- Val-d'Oise : Musée national de la Renaissance à Écouen, Épinay-Champlâtreux

### Décès de Carlo Varini
Le directeur de la photographie Carlo Varini est décédé en mai 2014, à la veille du tournage de la saison 6.

## Distinctions

### Récompenses
- Meilleure musique pour Stéphane Moucha au Festival de la fiction TV de La Rochelle 2008[39]
- Prix du public au Festival du film de télévision de Luchon 2013

### Sélection
- Festival de la fiction TV de La Rochelle 2015 : Le Noyé du Grand Canal, hors compétition[40]

## DVD
L'intégralité de la série est sortie sur le support DVD en France :
- Nicolas Le Floch - saison 1 (Boîtier Digipack 2 DVD-9) sorti le 4 novembre 2008 édité par La Compagnie des Phares & Balises et distribué par Arcadès. Le ratio écran est en 1.77:1 panoramique 16:9. L'audio est en Français 2.0 DPL sans sous-titres français. En bonus un making of (21 minutes), un portrait des personnages récurrents, le vocabulaire du XVIIIème siècle et la bande annonce de la série. Les deux épisodes de la saison sont présents d'une durée de 104 et 107 minutes. Il s'agit d'une édition Zone 2 Pal[41].

- Nicolas Le Floch - saison 2 (Boîtier Digipack 2 DVD-9) sorti le 17 novembre 2009 édité par La Compagnie des Phares & Balises et distribué par Arcadès. Le ratio écran est en 1.77:1 panoramique 16:9. L'audio est en Français 2.0 DPL sans sous-titres français. En bonus des interviews de Jean-François Parot, Jérôme Robart, Nicolas Picard Dreyfuss, Vimala Pons, Philippe Demarle et Carlo Varini (38 minutes) et les coulisses du tournage (27 minutes). Les deux épisodes de la saison sont présents d'une durée de 97 et 102 minutes. Il s'agit d'une édition Zone 2 Pal[42].

- Nicolas Le Floch - saison 3 (Boîtier Digipack 2 DVD-9) sorti le 1er décembre 2010 édité par La Compagnie des Phares & Balises et distribué par Arcadès. Le ratio écran est en 1.77:1 panoramique 16:9. L'audio est en Français 2.0 DPL sans sous-titres français. En bonus les costumes de Nicolas Le Floch avec Edith Vesperin (18 minutes) et une galerie de photos. Les deux épisodes de la saison sont présents d'une durée de 92 et 91 minutes. Il s'agit d'une édition Zone 2 Pal[43].

- Nicolas Le Floch - saison 4 (Boîtier Digipack 2 DVD-9) sorti le 24 janvier 2012 édité par La Compagnie des Phares & Balises et distribué par Arcadès. Le ratio écran est en 1.77:1 panoramique 16:9. L'audio est en Français 2.0 DPL sans sous-titres français. En bonus L'art et la manière de l'épée de Michel Carliez (16 minutes) et les décors libertins (13 minutes). Les deux épisodes de la saison sont présents d'une durée de 90 minutes chacun. Il s'agit d'une édition Zone 2 Pal[44].

- Nicolas Le Floch - saison 5 (Boîtier Digipack 2 DVD-9) sorti le 5 mars 2013 édité par La Compagnie des Phares & Balises et distribué par Arcadès. Le ratio écran est en 1.77:1 panoramique 16:9. L'audio est en Français 2.0 DPL sans sous-titres français. En bonus une interview de Jean François Parot. Les deux épisodes de la saison sont présents d'une durée de 92 et 91 minutes. Il s'agit d'une édition Zone 2 Pal[45].

- Nicolas Le Floch - saison 6 (Boîtier Digipack 2 DVD-9) sorti le 4 décembre 2018 édité par La Compagnie des Phares & Balises et distribué par Arcadès. Le ratio écran est en 1.77:1 panoramique 16:9. L'audio est en Français 2.0 DPL sans sous-titres français. Pas de supplément. La durée du DVD est de 188 minutes. Il s'agit d'une édition Zone 2 Pal[46].